# University of Northampton
University of Northampton – uniwersytet w mieście Northampton w środkowej Anglii, w rejonie East Midlands.

## Historia
Pierwszy uniwersytet w Northampton został założony już pod koniec XII wieku pod patronatem króla Ryszarda Lwie Serce i był trzecią uczelnią w Anglii. Został jednak rozwiązany na mocy dekretu króla Henryka III z 1265 roku, gdyż był postrzegany jako zagrożenie dla Oksfordu.
Od 1924 roku w mieście funkcjonował Northampton Technical College, który po połączeniu w 1975 roku z innymi koledżami zmienił nazwę na Nene College of Higher Education (od nazwy rzeki – Nene, która przepływa przez Northampton).
W 1999 nastąpiła kolejna zmiana nazwy – na University College Northampton. Jednak pełny status uniwersytetu uczelnia uzyskała dopiero w 2005 roku, gdy udało się uchylić XIII-wieczny dekret króla Henryka III.

## Osiągnięcia
W trakcie swojego krótkiego istnienia, uniwersytet zdążył otrzymać szereg nagród i wyróżnień, m.in.:
- 2011 – nr 1 w rankingu Guardian University Guide, w kategorii “value-added” („wartość dodana”, obrazująca postępy studentów w nauce)
- 2012 – nr 1 w rankingu HESA (ang. Higher Education Statistics Agency – Urząd Statystyczny Wyższej Edukacji), w kategorii „zatrudnienie”
- 2013 – miejsce w pierwszej 50 brytyjskich uniwersytetów oraz najszybciej wspinający się uniwersytet w rankingu Guardian University Guide

## Lokalizacja
Początkowo uniwersytet w Northampton rozlokowany był na 2 kampusach:
- Avenue Campus, położony przy St George’s Avenue, blisko centrum miasta
- Park Campus, w dzielnicy Moulton Park na obrzeżach miasta

We wrześniu 2018 roku oddany do użytku został nowoczesny Waterside Campus, położony nad rzeką Nene w centrum miasta, przejmując funkcję głównego kampusu.

## Poziomy kształcenia i kierunki
Uczelnia oferuje kształcenie na kilku poziomach – studia licencjackie/inżynieryjne, magisterskie oraz doktoranckie.
Wśród dostępnych kursów znaleźć można m.in. następujące kierunki: biologia, biznes, kryminologia, informatyka, inżynieria, moda, ochrona środowiska, prawo, sztuka, technologia obróbki skóry, zarządzanie i logistyka oraz wiele innych.